# Gora Evstifeeva
Gora Evstifeeva är ett berg i Antarktis. Det ligger i Västantarktis. Argentina, Chile och Storbritannien gör anspråk på området. Toppen på Gora Evstifeeva är 1 880 meter över havet.
Terrängen runt Gora Evstifeeva är lite kuperad.  Trakten är obefolkad. Det finns inga samhällen i närheten.